# Trans-Am-Saison 1988
Die Trans-Am-Saison 1988 war eine Rennsaison der US-amerikanischen Trans-Am-Serie, bei der mit breiten und großmotorigen GT-Rennwagen gefahren wurde. Gewonnen wurde die Meisterschaft von Hurley Haywood in einem Audi 200 quattro.

## Teilnehmerliste
Die aufgeführte Teilnehmerliste stellt nur eine Auswahl der tatsächlich angetretenen Fahrer dar. Die Starterfelder waren mit über 30 Fahrzeugen sehr groß. Fahrerwechsel waren während der Rennen erlaubt, wurden aber nur selten angewandt. Da das Reglement der Trans-Am-Serie sehr offen ausgelegt war, gab es viele verschiedene Fahrzeugmodelle am Start. Verschiedene Motorkonzepte und Antriebskonzepte durften verwendet werden. Bei den Reifenherstellern herrschte ein Konkurrenzkampf zwischen Goodyear, Firestone und Hoosier.

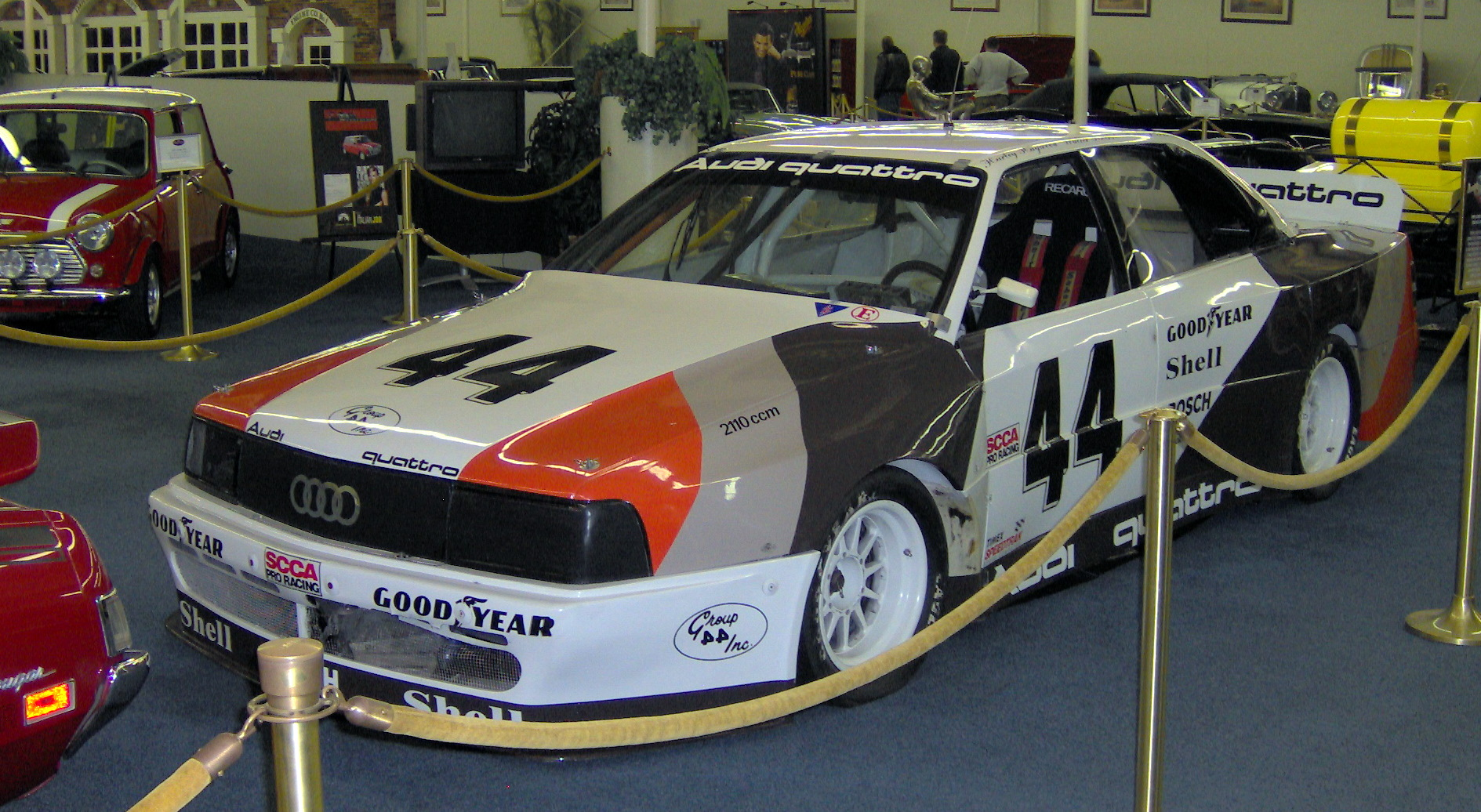
Meisterauto von Hurley Haywood

| Wagen               | Nr. | Fahrer             |
| ------------------- | --- | ------------------ |
| Audi 200 quattro    | 44  | Hurley Haywood     |
| Audi 200 quattro    | 14  | Walter Röhrl       |
| Audi 200 quattro    | 14  | Hans-Joachim Stuck |
| Chevrolet Corvette  | 89  | Jack Baldwin       |
| Chevrolet Corvette  | 88  | Darin Brassfield   |
| Chevrolet Corvette  | ?   | Paul Remano        |
| Chevrolet Corvette  | ?   | Tommy Riggins      |
| Chevrolet Corvette  | ?   | John Schneider     |
| Chevrolet Corvette  | ?   | A. Sevadjian       |
| Chevrolet Corvette  | 27  | Rich Sloma         |
| Chevrolet Corvette  | 52  | Rick Ware          |
| Chevrolet Camaro    | ?   | Jack Baldwin       |
| Chevrolet Camaro    | ?   | Darin Brassfield   |
| Chevrolet Camaro    | ?   | Jerry Brassfield   |
| Chevrolet Camaro    | 40  | Jim Derhaag        |
| Chevrolet Camaro    | 8   | Les Lindley        |
| Chevrolet Camaro    | ?   | Greg Picket        |
| Chevrolet Camaro    | 80  | Willy T. Ribbs     |
| Chevrolet Camaro    | 87  | Scott Sharp        |
| Chevrolet Beretta   | 77  | R. K. Smith        |
| Oldsmobile Cutlass  | 16  | Mike Ciasulli      |
| Oldsmobile Cutlass  | 9   | Jerry Clinton      |
| Oldsmobile Cutlass  | 7   | Paul Gentilozzi    |
| Oldsmobile Cutlass  | 15  | Irv Hoerr          |
| Oldsmobile Toronado | 63  | Dick Danielson     |
| Oldsmobile Toronado | 39  | Criag Shafer       |
| Ford Merkur XR4Ti   | 4   | Ron Fellows        |
| Ford Merkur XR4Ti   | 3   | Deborah Gregg      |
| Ford Merkur XR4Ti   | ?   | Pete Halsmer       |
| Ford Merkur XR4Ti   | 2   | Lyn St. James      |
| Ford Merkur XR4Ti   | 1   | Scott Pruett       |
| Ford Mustang        | 50  | Bruce Nesbit       |
| Ford Thunderbird    | 47  | Danny May          |
| Nissan 300 ZX       | 33  | Paul Newman        |
| Nissan 300 ZX       | 33  | Scott Sharp        |
| Porsche 944T        | 11  | Chris Kneifel      |
| Pontiac TransAm     | 72  | Chris Kneifel      |
| Pontiac TransAm     | 55  | Bob Sobey          |
| Pontiac Firebird    | 35  | Mike Downs         |
| Buick Somerset      | ?   | Doc Bundy          |
| Mazda RX7           | 18  | Amos Johnson       |
| Mazda RX7           | 83  | Roger Mandeville   |

## Rennkalender
| Datum         | Nr. | Strecke        | Distanz                     | Pole-Position      | Schnellste Runde       | Sieger                  |
| ------------- | --- | -------------- | --------------------------- | ------------------ | ---------------------- | ----------------------- |
| 16. April     | 1   | Long Beach     | 58 × 2,687 km = 155,880 km  | Pruett (Ford)      | Pruett (Ford)          | Gentilozzi (Oldsmobile) |
| 1. Mai        | 2   | Dallas         | 105 × 1,609 km = 168,980 km | Röhrl (Audi)       | Haywood (Audi)         | Haywood (Audi)          |
| 4. Juni       | 3   | Sears Point    | 40 × 4,060 km = 162,414 km  | Ribbs (Chevrolet)  | Ribbs (Chevrolet)      | Ribbs (Chevrolet)       |
| 18. Juni      | 4   | Detroit        | 40 × 4,015 km = 160,634 km  | Halsmer (Ford)     | Halsmer (Ford)         | Haywood (Audi)          |
| 26. Juni      | 5   | Niagara Falls  | 94 × 2,574 km = 242,044 km  | Röhrl (Audi)       | unbekannt              | Röhrl (Audi)            |
| 2. Juli       | 6   | Cleveland      | 40 × 3,983 km = 159,348 km  | Pruett (Ford)      | Pruett (Ford)          | Stuck (Audi)            |
| 17. Juli      | 7   | Brainerd       | 33 × 4,828 km = 159,324 km  | Hoerr (Oldsmobile) | Hoerr (Oldsmobile)     | Stuck (Audi)            |
| 23. Juli      | 8   | Meadowlands    | 84 × 2,706 km = 227,380 km  | Pruett (Ford)      | Ribbs (Chevrolet)      | Stuck (Audi)            |
| 6. August     | 9   | Lime Rock      | 66 × 2,462 km = 162,511 km  | Pruett (Ford)      | Brassfield (Chevrolet) | Pruett (Ford)           |
| 3. September  | 10  | Mid-Ohio       | 42 × 3,862 km = 162,221 km  | Hoerr (Oldsmobile) | Stuck (Audi)           | Stuck (Audi)            |
| 11. September | 11  | Elkhart Lake   | 25 × 6,437 km = 160,925 km  | Pruett (Ford)      | Stuck (Audi)           | Pruett (Ford)           |
| 25. September | 12  | Mosport        | 50 × 3,957 km = 197,850 km  | Fellows (Ford)     | Röhrl (Audi)           | Brassfield (Chevrolet)  |
| 23. Oktober   | 13  | St. Petersburg | 63 × 3,218 km = 202,734 km  | Stuck (Audi)       | Röhrl (Audi)           | Röhrl (Audi)            |

## Gesamtwertung

### Fahrer
| Platz | Fahrer             | Marke      | Punkte |
| ----- | ------------------ | ---------- | ------ |
| 1     | Hurley Haywood     | Audi       | 152    |
| 2     | Irv Hoerr          | Oldsmobile | 141    |
| 3     | Scott Pruett       | Ford       | 117    |
| 4     | Jim Derhaag        | Chevrolet  | 104    |
| 5     | Darin Brassfield   | Chevrolet  | 101    |
| 6     | Hans-Joachim Stuck | Audi       | 100    |

### Marken
| Platz | Marke      | Punkte |
| ----- | ---------- | ------ |
| 1     | Audi       | 92     |
| 2     | Chevrolet  | 63     |
| 3     | Oldsmobile | 51     |

## Tödliche Unfälle
Der Rennfahrer Dan Croft starb bei einem Rennunfall in Runde 1 des Rennens in Long Beach.